# Classificazione stellare
In astronomia, la classificazione stellare è la classificazione delle stelle sulla base del loro spettro. La classe spettrale di una stella dipende dalla sua temperatura superficiale, che può essere stimata mediante la legge di Wien in base alla sua emissione luminosa. Un ulteriore indicatore della temperatura della stella è costituito dallo stato di ionizzazione della sua fotosfera: poiché i tipi di eccitazione prominenti all'interno della fotosfera dipendono dalla temperatura, questa può essere studiata facendo diffrangere la luce proveniente dalla stella in un reticolo di diffrazione e ottenendo uno spettro in cui appaiono le linee di assorbimento corrispondenti agli ioni di determinati elementi chimici. La presenza di certi elementi chimici nello spettro di assorbimento indica che la temperatura è tale da causare l'eccitazione di questi elementi. Se d'altra parte un numero elevato di linee suggerisce una certa temperatura, ma le linee di un particolare elemento sono troppo deboli o troppo marcate per quella temperatura, ciò può indicare che la fotosfera dell'astro ha una composizione chimica inusuale.
La maggior parte delle stelle è classificata usando le lettere O, B, A, F, G, K e M :
le stelle di tipo O sono le più calde, le altre lettere sono assegnate a stelle via via meno calde, fino a quelle più fredde di classe M. È uso descrivere le stelle di classe O come "blu", quelle di classe B come "azzurre", quelle di classe A come "bianche", quelle di classe F come "bianco-gialle", quelle di classe G come "gialle", quelle di classe K come "arancioni" e quelle di classe M come "rosse". Tuttavia i colori che appaiono all'osservatore possono differire da questi in ragione delle condizioni di osservazione e delle caratteristiche della stella osservata. L'attuale ordine non alfabetico deriva da un precedente schema classificatorio che utilizzava tutte le lettere dalla A alla O; alcune delle classi originali furono conservate, ma riordinate secondo la temperatura quando la relazione fra le classi e la temperatura superficiale delle stelle diventò chiara; inoltre alcune classi vennero eliminate perché doppioni di altre.
Nell'attuale schema di classificazione (la classificazione di Morgan-Keenan) ogni classe è divisa in dieci sottoclassi numerate da 0 a 9. Più il numero è basso, maggiore è la temperatura della stella. Per esempio, la classe F0 raccoglie le stelle di classe F più calde e quindi più vicine a quelle di classe A.
Un modo utilizzato dagli astronomi per ricordare la sequenza delle classi spettrali è la frase inglese Oh Be A Fine Girl/Guy, Kiss Me.
L'altra dimensione inclusa nella classificazione di Morgan-Keenan è quella della classe di luminosità espressa dai numeri romani I, II, III, IV e V. Tale classe è assegnata sulla base della larghezza di certe linee di assorbimento nello spettro della stella che si è scoperto essere collegata con la densità superficiale della stella stessa. Poiché nel corso della loro evoluzione le stelle aumentano il loro volume e di conseguenza diminuiscono la loro densità, queste classi ci indicano anche lo stato evolutivo della stella. La classe I racchiude le stelle supergiganti, la classe III le stelle giganti e la classe V le stelle nane o, più appropriatamente, di sequenza principale. Il Sole appartiene alla classe G2 V. La stella più brillante del cielo notturno è Sirio, appartenente alla classe A1 V.

## Storia delle classificazioni

### La classificazione di Secchi
Durante gli anni sessanta e settanta dell'Ottocento, padre Angelo Secchi propose la prima pionieristica classificazione stellare basata su criteri spettroscopici. Nel 1866 egli divise le stelle in tre classi:
- Classe I: stelle bianche e azzurre con righe dell'idrogeno forti e larghe, come Vega e Altair. Include la moderna classe A e le prime sottoclassi della classe F.
Classe I, sottotipo Orione: un sottotipo della classe I con righe dell'idrogeno più strette; a questa sottoclasse appartengono Rigel e Bellatrix. Corrisponde alle prime sottoclassi della moderna classe B.
- Classe II: stelle gialle con righe dell'idrogeno meno marcate e con evidenti righe caratteristiche dei metalli (per esempio, calcio, sodio), come il Sole, Arturo e Capella. Include le moderne classi K e G e le ultime sottoclassi della F.
- Classe III: stelle rosse, con uno spettro complesso con bande molto larghe, come Betelgeuse e Antares. Corrisponde alla classe M.

Nel 1868, Secchi scoprì le stelle al carbonio, che raccolse in un gruppo distinto:
- Classe IV: stelle rosse con evidenti linee e bande caratteristiche del carbonio.

Nel 1877 Secchi aggiunse una quinta classe:
- Classe V: stelle con linee di emissione, come γ Cassiopeiae e β Lyrae.

Alla fine dell'Ottocento la classificazione di Secchi cominciò ad essere abbandonata a favore di quella di Harvard.

### La classificazione di Harvard
| Secchi | Harvard             | Note                                                         |
| ------ | ------------------- | ------------------------------------------------------------ |
| I      | A, B, C, D          | Righe dell'idrogeno dominanti.                               |
| II     | E, F, G, H, I, K, L |                                                              |
| III    | M                   |                                                              |
| IV     | N                   | Non appariva nel catalogo.                                   |
|        | O                   | Spettri caratteristici delle Wolf-Rayet con linee brillanti. |
|        | P                   | Nebulose planetarie.                                         |
|        | Q                   | Altri spettri.                                               |

Negli anni ottanta dell'Ottocento l'astronomo Edward C. Pickering cominciò a studiare presso l'Harvard College Observatory gli spettri stellari facendo uso del metodo del prisma obiettivo. Gli spettri furono raccolti nel Draper Catalogue of Stellar Spectra pubblicato nel 1890 e classificati da Williamina Fleming. Ella suddivise le classi I-IV di Secchi in classi più piccole, contrassegnate dalle lettere dalla A alla N; inoltre utilizzò anche le lettere O per le stelle i cui spettri consistevano principalmente di linee brillanti, P per le nebulose planetarie e Q per le stelle i cui spettri non rientravano in alcun'altra classe.
Nel 1897, un'altra collaboratrice di Pickering, Antonia Maury, collocò il sottotipo Orione della classe I di Secchi prima delle rimanenti stelle di classe I, collocando in tal modo l'odierna classe B prima della classe A. Ella fu la prima ad ordinare le classi stellari in questo modo, anche se non utilizzò le lettere per indicare i tipi stellari, ma i numeri romani da I a XXII.
Nel 1901 Annie Jump Cannon ritornò alle lettere, ma conservò solo le classi O, B, A, F, G, K e M, riordinate in quest'ordine, oltre alla classe P per le nebulose planetarie e Q per gli spettri peculiari. Utilizzò anche il simbolo B5A per indicare le stelle a metà strada fra le classi B e A e quello F2G per indicare le stelle a un quinto di strada fra le classi F e G, e così via. Infine nel 1912 Annie Cannon modificò i nomi delle classi B, A, B5A, F2G, ecc. in B0, A0, B5, F2, ecc. Questo sistema di classificazione è quello in vigore ancora oggi.
Tuttavia la relazione fra le classi di Harvard e le temperature stellari non fu ben compresa fino agli anni venti, quando il fisico indiano Meghnad Saha sviluppò una teoria della ionizzazione basandosi su conoscenze chimiche pregresse concernenti la dissociazione delle molecole. Egli applicò prima la sua teoria alla fotosfera solare, poi agli spettri stellari. A partire da questo lavoro l'astronoma anglo-americana Cecilia Payne-Gaposchkin dimostrò che la sequenza OBAFGKM è correlata con le temperature superficiali delle stelle. Poiché le classi OBAFGKM venivano originariamente assegnate sulla base dell'intensità delle linee spettrali, si continuò ad agire così anche dopo che si fu compresa la relazione con la temperatura. Da ciò risulta che ancora oggi l'assegnazione di una stella a una classe spettrale mantiene un margine di soggettività e che la sequenza dei sottotipi non rappresenta una scala a rapporti costanti.

### Il sistema MK

Il diagramma Hertzsprung-Russell mette in relazione la luminosità e la temperatura superficiale di una stella.

A Potsdam, nel 1906, l'astronomo danese Ejnar Hertzsprung notò che le stelle il cui colore tendeva maggiormente al rosso (classificate nei tipi K ed M dello schema di Harvard) potevano essere suddivise in due gruppi a seconda che queste fossero più o meno luminose del Sole; per distinguere i due gruppi, diede il nome di "giganti" alle più brillanti e "nane" alle meno luminose. L'anno successivo iniziò a studiare gli ammassi stellari (gruppi di stelle poste approssimativamente alla stessa distanza), pubblicando i primi grafici che mettevano a confronto il colore e la luminosità delle stelle che li costituivano; in questi grafici compariva un'evidente banda continua di stelle, cui Hertzsprung diede il nome di "sequenza principale".
Una simile linea di ricerca era perseguita presso l'Università di Princeton da Henry Norris Russell, che studiava le relazioni tra la classe spettrale di una stella e la sua luminosità effettiva (ovvero, la magnitudine assoluta). A tale proposito si servì di un certo numero di stelle di cui possedeva dei valori affidabili della parallasse e che erano state categorizzate secondo lo schema di Harvard. Russell ipotizzò che le stelle giganti avessero una bassa densità o una grande superficie radiante, mentre il contrario era vero per le stelle nane. Queste differenze fra le stelle appartenenti alla medesima classe spettrale suggerirono un metodo di classificazione che ne rendesse conto.
La classificazione spettrale di Yerkes, chiamata anche sistema MKK, dalle iniziali dei suoi inventori, è un sistema di classificazione spettrale introdotto nel 1943 da William W. Morgan, Phillip C. Keenan e Edith Kellman dello Yerkes Observatory. Si tratta di un sistema classificatorio bidimensionale, le cui dimensioni hanno relazioni con la temperatura e la luminosità delle stelle: infatti l'assegnazione di una stella a una classe viene operata a partire da alcune caratteristiche delle linee spettrali sensibili alla temperatura e alla gravità superficiale, che a sua volta ha rapporti con la luminosità. Nel 1953, in seguito ad alcune modifiche nella lista delle stelle campione e nei criteri di classificazione, lo schema è stato rinominato MK (dalle iniziali di William Morgan e Phillip Keenan).

## Classificazione spettrale di Yerkes
Come si è detto, la classificazione spettrale di Yerkes ha due dimensioni: la prima è rappresentata dalla classe di Harvard, connessa alla temperatura superficiale.

### Classi di temperatura di Harvard
Le stelle hanno temperature superficiali variabili fra i 2000-40000 K. Le classi spettrali di Harvard sono solitamente elencate dalla più calda alla meno calda, come nella tabella sottostante:
| Temperatura (in kelvin) | Colore assoluto | Colore apparente | Classe Harvard (di temperatura) | Massa        | raggio       | Luminosità (bolometrica) | Linee dell'idrogeno | Frazione fra tutte le stelle di sequenza principale |
| ----------------------- | --------------- | ---------------- | ------------------------------- | ------------ | ------------ | ------------------------ | ------------------- | --------------------------------------------------- |
| ≥33000 K                | blu             | blu              | O                               | ≥16 M⊙       | ≥6,6 R⊙      | ≥30000 L⊙                | Deboli              | ~0,00003%                                           |
| 10000-33000 K           | azzurro         | blu chiaro       | B                               | 2,1-16 M⊙    | 1,8-6,6 R⊙   | 25-30000 L⊙              | Medie               | 0,13%                                               |
| 7300-10000 K            | bianco          | azzurro          | A                               | 1,4-2,1 M⊙   | 1,4-1,8 R⊙   | 5-25 L⊙                  | Forti               | 0,6%                                                |
| 6000-7300 K             | bianco-giallo   | bianco           | F                               | 1,04-1,4 M⊙  | 1,15-1,4 R⊙  | 1,5-5 S                  | Medie               | 3%                                                  |
| 5300-6000 K             | giallo          | bianco-giallo    | G                               | 0,8-1,04 M⊙  | 0,96-1,15 R⊙ | 0,6-1,5 L⊙               | Deboli              | 7,6%                                                |
| 3900-5300 K             | arancione       | giallo-arancione | K                               | 0,45-0,8 M⊙  | 0,7-0,96 R⊙  | 0,08-0,6 L⊙              | Molto deboli        | 12,1%                                               |
| ≤3900 K                 | rosso           | arancio-rosso    | M                               | 0,08-0,45 M⊙ | ≤0,7 R⊙      | ≤0,08 L⊙                 | Molto deboli        | 76,45%                                              |

La massa, il raggio e la luminosità elencati sono relativi esclusivamente alle stelle di sequenza principale e non sono appropriati per le giganti. Le classi spettrali sono suddivise in 10 sottoclassi etichettate con i numerali da 0 a 9. Per esempio, la sottoclasse A0 è quella più calda fra quelle della classe A, la sottoclasse A9 è la meno calda.
Il colore di una stella è primariamente funzione della sua temperatura effettiva. Infatti, la stella può essere approssimata a un corpo nero: quando un corpo nero si scalda inizialmente emette radiazione nelle frequenze dell'infrarosso; un ulteriore aumento della temperatura porta il corpo a diventare incandescente e rosso, poi arancione, poi giallo, poi bianco e infine azzurro. Se la temperatura aumenta ancora, il corpo emette la maggior parte della radiazione nella banda dell'ultravioletto. I colori che ci appaiono sono il frutto della combinazione di emissioni di diverse lunghezze d'onda. Le stelle più calde ci appaiono blu perché emettono la maggior parte della loro energia nella parte blu dello spettro; le stelle meno calde emettono invece soprattutto nella parte rossa dello spettro. Il punto dello spettro in cui avviene la maggiore emissione dipende dalla temperatura. La legge di Wien mette in relazione la temperatura di un corpo nero e la lunghezza d'onda per la quale è massima la radiazione emessa dal corpo stesso.
La colonna colore convenzionale nella tabella si riferisce al colore tradizionalmente assegnato in astronomia alle stelle delle varie classi; questa assegnazione è effettuata a partire dalle stelle di classe A, che sono considerate convenzionalmente essere bianche. Invece, il colore apparente è il colore che gli osservatori vedrebbero se la luce della stella fosse magnificata e proiettata su uno schermo bianco. La maggior parte delle stelle, eccetto le più luminose, appare invece bianca nel cielo notturno a causa dell'incapacità dell'occhio umano di percepire i colori quando la luce è molto debole.
Il Sole ha un colore bianco puro o addirittura leggermente spostato verso le frequenze corte del visibile. La temperatura media superficiale della fotosfera solare di 5777 K dà il picco massimo di emissione, nello spazio, ai 510-511 nm e quindi nel verde-ciano (diagramma di W. A. Steer). Tradizionalmente in astronomia si dice che il Sole sia una stella gialla ed effettivamente può apparire giallognola (o addirittura arancione-rossastra, al tramonto) attraverso l'atmosfera, in ragione della sua elevazione sull'orizzonte nonché della limpidezza e dell'umidità dell'aria. Tuttavia il suo colore è attorno al bianco puro. Questa è la naturale conseguenza dell'evoluzione umana e dell'adattamento della vista: la curva di risposta che massimizza la propria efficienza in condizioni di illuminazione solare per definizione farà apparire il Sole bianco.
Le stelle di tipo O, B e A sono a volte chiamate confusamente "stelle di tipo precoce" (in inglese: early type stars), mentre le stelle di classe K e M vengono chiamate "stelle di tipo tardivo" (in inglese: late type stars). Questa terminologia deriva dal modello evolutivo stellare che era in voga all'inizio del XX secolo, secondo cui le stelle ricavavano la loro energia, tramite il meccanismo di Kelvin-Helmholtz, dalla contrazione gravitazionale e secondo cui, quindi, iniziavano la loro esistenza come calde stelle "di tipo precoce" ed evolvevano raffreddandosi lentamente, diventando stelle "di tipo tardivo". Oggi sappiamo che questo modello evolutivo è errato per le stelle, che ricavano la loro energia dalla fusione nucleare, anche se è sostanzialmente corretto per le nane brune, che producono energia tramite contrazione gravitazionale e che si raffreddano progressivamente, iniziando la loro esistenza con uno spettro di tipo M e passando successivamente per le classi L, T e Y.

### Classi di luminosità
Quando le stelle escono dalla sequenza principale e diventano delle giganti aumentano considerevolmente il loro volume e di conseguenza diminuiscono la loro densità. Questa differenza si manifesta negli spettri stellari in quanto le stelle di sequenza principale, che sono più dense, esibiscono linee spettrali più larghe, mentre le stelle meno dense come le giganti esibiscono linee spettrali più fini. L'aumento del volume delle stelle giganti implica un aumento della superficie radiante e di conseguenza della luminosità della stella. Pertanto, le classi spettrali basate sulla larghezza o finezza delle linee spettrali vengono chiamate classi di luminosità.
Vengono usualmente distinte le seguenti classi di luminosità:
- 0 Ipergiganti
- I Supergiganti
  - Ia-0 (Ipergiganti o supergiganti estremamente luminose (classe aggiunta successivamente)). Esempio: Eta Carinae
  - Ia (supergiganti luminose). Esempio: Deneb (classe A2 Ia)
  - Iab (supergiganti intermedie). Esempio: Betelgeuse (classe M2 Iab)
  - Ib (supergiganti meno luminose). Esempio: Sadr (classe F8 Ib)
- II Giganti brillanti
  - IIa. Esempio: β Scuti (classe G4 IIa)
  - IIab. Esempio: HR 8752 (classe G0 IIab)
  - IIb. Esempio: HR 6902 (classe G9 IIb)
- III Giganti
  - IIIa. Esempio: ρ Persei (classe M4 IIIa)
  - IIIab. Esempio: δ Reticuli (classe M2 IIIab)
  - IIIb. Esempio: Polluce (classe K2 IIIb)
- IV Subgiganti
  - IVa. Esempio: ε Reticuli (classe K1-2 IVa-III)
  - IVb. Esempio: HR 672 A (classe G0,5 IVb)
- V Stelle di sequenza principale (nane)
  - Va. Esempio: AD Leonis (classe M4 Vae)
  - Vab[22]
  - Vb. Esempio: 85 Pegasi A (classe G5 Vb)
  - "Vz". Esempio: LH10: 3102 (classe O7 Vz), appartenente alla Grande Nube di Magellano[23].
- VI Subnane. Le subnane vengono generalmente designate prefiggendo "sd" (inglese: subdwarf) o "esd" (extreme subdwarf) alla loro classe di Harvard.
  - sd. Esempio: SSSPM J1930-4311 (classe sd M7)
  - esd. Esempio: APMPM J0559-2903 (classe esdM7)
- VII (simbologia non comune) Nane bianche. Solitamente le nane bianche sono indicate con i prefissi wD o WD (inglese: White dwarf).

Sono possibili casi intermedi; la simbologia per questi casi è la seguente:
| Simboli per casi intermedi | Esempio  | Spiegazione                                                            |
| -------------------------- | -------- | ---------------------------------------------------------------------- |
| -                          | G2 I-II  | Una stella a metà strada fra una supergigante e una gigante brillante. |
| +                          | O9,5 Ia+ | Una supergigante estremamente luminosa.                                |
| /                          | M2 IV/V  | Una stella che è o una subgigante o una nana.                          |

## Classi Harvard

Classificazione spettrale MK. I colori sono molto simili a quelli percepiti dall'occhio umano. Le dimensioni si riferiscono a stelle di sequenza principale.

### Classe O
Le stelle di classe O sono molto calde (>31500 K) e luminose (anche più di un milione di volte il Sole). Appaiono di un colore blu molto intenso, profondo e "scuro", ma emettono molta radiazione nell'ultravioletto. Fra le stelle di classe V sono le più rare: solo una su 3 milioni di stelle di sequenza principale è di classe O.

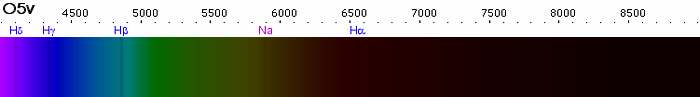
Spettro di una stella di classe O5 V

Le stelle di tipo O sono così calde che hanno dintorni molto complicati: ciò rende i loro spettri estremamente complessi. Presentano linee dominanti dello ione dell'elio He II, sia in emissione che in assorbimento, nonché degli ioni Si IV, O III, N III, e C III. Dalla sottoclasse O5 compaiono anche le linee dell'elio neutro che diventano più marcate a mano a mano che ci si avvicina alla classe O9. Le linee della serie di Balmer dell'idrogeno sono presenti, ma deboli. Questo tipo di spettro è causato dall'alta temperatura superficiale delle stelle di tipo O: a temperature superiori ai 30000 K l'idrogeno è completamente ionizzato e questo spiega perché le sue linee sono molto deboli in questo tipo di stelle; l'elio invece ionizza a temperature molto più alte dell'idrogeno e di conseguenza si presenterà in forma neutra fino alla classe O5, ionizzato una volta nelle prime sottoclassi della classe O. Infine, i metalli ionizzano una volta a temperature più basse di quelle dell'idrogeno e pertanto si presenteranno più volte ionizzati nelle calde stelle di questa classe.
Le stelle di tipo O sono molto massicce (>16 M⊙) e hanno nuclei estremamente caldi che bruciano velocemente il loro combustibile: di conseguenza, sono quelle che permangono meno a lungo nella sequenza principale. Alcune osservazioni compiute mediante il telescopio spaziale Spitzer indicherebbero che la formazione planetaria non può avvenire intorno alle stelle di tipo O a causa dell'elevata fotoevaporazione.
Quando il sistema di classificazione MMK fu introdotto nel 1943, erano previste solo le sottoclassi dalla O5 alla O9,5. Lo schema fu poi esteso alla classe O4 nel 1978 e, successivamente, alle classi O2, O3 e O3,5. Le stelle di tipo O2 sono attualmente le più calde fra quelle previste dallo schema MMK.
Esempi: ζ Orionis, ζ Puppis, λ Orionis, δ Orionis, θ¹ Orionis C.

### Classe B

Rigel, la stella di classe B più luminosa della volta celeste.

Le stelle di classe B presentano un colore dall'azzurro chiaro al blu intenso e sono molto massicce (2,1-16 M⊙, per le stelle di sequenza principale) e luminose, sebbene non quanto quelle di classe O. Circa una ogni 800 stelle di sequenza principale appartiene a questa classe. I loro spettri esibiscono le linee dell'elio neutro, che raggiungono il massimo della forza intorno alla classe B2, e quelle dell'idrogeno. Queste ultime sono ancora deboli, sebbene in misura minore a quelle presenti negli spettri delle stelle di classe O. Gli ioni metallici predominanti sono Mg II e Si II. Le temperature superficiali di queste stelle (10000-31500 K) non sono dunque abbastanza elevate per ionizzare l'elio, ma abbastanza alte da ionizzare gran parte dell'idrogeno e da ionizzare alcuni metalli.
Come le stelle di classe O, anche quelle di classe B hanno una vita relativamente breve e quindi non si allontanano di molto dalla zona in cui si sono formate. Esse si originano in nubi molecolari giganti e formano spesso associazioni OB, ossia ammassi stellari che possono contenere da poche unità fino a centinaia di stelle di queste classi che, in genere, si trovano nei dischi delle galassie a spirale.
Esempi: Rigel, Spica, le Pleiadi più brillanti, VV Cephei B, Algol A

### Classe A

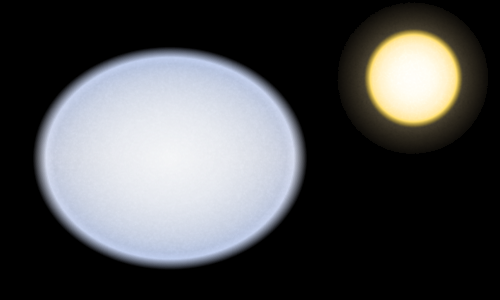
Le dimensioni della stella di classe A Vega comparate con quelle del Sole.

Le stelle di classe A hanno temperature superficiali fra 7400 e 10000 K e, quando sono di sequenza principale, masse comprese fra 1,4 e 2,1 M⊙. Appaiono di un colore che può andare dal celeste chiaro all'azzurro chiaro e sono le stelle più comuni fra quelle visibili a occhio nudo nel cielo notturno. Presentano marcate linee dell'idrogeno, che raggiungono il loro massimo intorno alle classi A0-A1, nonché le linee dei metalli ionizzati Fe II, Mg II, Si II, che raggiungono il loro massimo intorno alla classe A5. Intorno a questa stessa classe diventano evidenti anche le linee del Ca II.
Anche se in misura minore rispetto alle stelle di classe O e B, le stelle di classe A sono rare: solo una ogni 160 stelle di sequenza principale appartiene a questa classe.
Esempi: Sirio, Deneb, Altair, Vega

### Classe F

Procione, la stella di classe F a noi più vicina.

Le stelle di classe F hanno temperature superficiali comprese fra 6000 e 7400 K. Quando sono di sequenza principale, hanno masse comprese fra 1,04 e 1,5 M⊙. Appaiono di colore argenteo-celeste sfumato o argenteo-celeste chiaro fino ad un celeste chiaro. I loro spettri presentano linee dell'idrogeno più deboli rispetto a quelle delle stelle di classe A: la temperatura più bassa si traduce quindi in una minore eccitazione degli atomi di idrogeno. Anche le linee dei metalli ionizzati sono più deboli e nelle ultime sottoclassi cominciano a comparire le linee dei metalli neutri, come Fe I, Cr I. Sono tuttavia evidenti le linee H and K del Ca II (ionizzato una volta). Una stella di sequenza principale su 33 appartiene a questa classe
Esempi: Alrakis, Canopo, Dubhe B, Polaris, Procione, Wezen

### Classe G

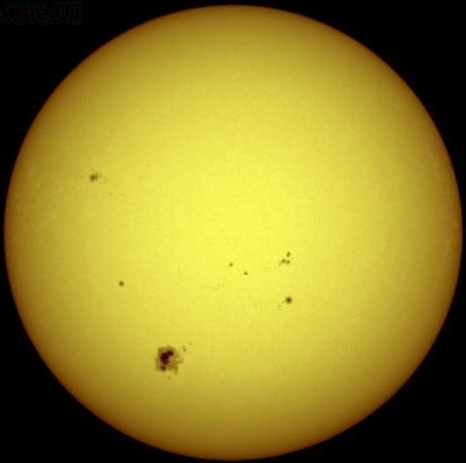
La stella di tipo G più importante per l'umanità, il Sole. L'area scura visibile in basso a sinistra è una macchia solare.

Le stelle di classe G sono le meglio conosciute dato che il Sole appartiene a questa classe. Circa un tredicesimo delle stelle di sequenza principale sono di classe G: si tratta di astri aventi una temperatura superficiale di 6000-5300 K, di colore che varia dal bianco "freddo" molto intenso ad un comunque intenso bianco-giallino sfumato e decisamente chiaro; quando sono di sequenza principale hanno una massa compresa tra 1,04 e 0,8 M⊙. I loro spettri presentano linee dell'idrogeno molto deboli e linee di metalli sia ionizzati che neutri: il ferro si presenta per esempio sia neutro che ionizzato una volta. Le linee H e K del Ca II sono molto evidenti e raggiungono il loro massimo intorno alla classe G2.
Esistono poche stelle supergiganti appartenenti alla classe G. Infatti, di solito le supergiganti appartengono alle classi O o B (supergiganti blu) oppure alle classi K o M (supergiganti rosse): possono passare più volte da un tipo all'altro, ma quando lo fanno restano solo per tempi relativamente brevi nelle classi intermedie. Di conseguenza, si osservano poche supergiganti appartenenti a queste classi.
Esempi: il Sole, α Centauri A, Capella, τ Ceti, Kepler-22

### Classe K

Confronto fra la stella di classe K Arturo, quella di classe M Antares e il Sole.

Le stelle di classe K sono di un colore giallo abbastanza chiaro fino a un decisamente più intenso bianco-giallino sfumato e chiaro, dovuto alla loro temperatura superficiale di 3900-5300 K. Quando sono di sequenza principale, hanno masse comprese fra 0,45 e 0,8 M☉. I loro spettri hanno linee dell'idrogeno molto deboli o addirittura assenti in quanto la temperatura superficiale non è più sufficiente ad eccitare questo elemento in modo significativo. Le linee dei metalli ionizzati tendono a farsi più rare a vantaggio di metalli neutri come Mn I, Fe I, Si I. Specie nelle prime sottoclassi sono comunque ancora presenti le linee del ferro e del calcio ionizzati una volta (Fe II e Ca II). Nelle ultime sottoclassi, invece, cominciano a comparire le linee di alcune molecole, come l'ossido di titanio (TiO), che possono resistere solo a temperature relativamente basse.
Le stelle di tipo K sono abbastanza comuni: un ottavo delle stelle di sequenza principale appartiene a questa classe. Ci sono indicazioni che questo tipo di stelle sono adatte ad ospitare la vita nei sistemi planetari orbitanti intorno ad esse.
Numerose stelle di classe K sono giganti, come Arturo e Aldebaran, o supergiganti, come ο² Cygni.
Esempi: α Centauri B, ε Eridani, Arturo, Aldebaran, Algol B

### Classe M

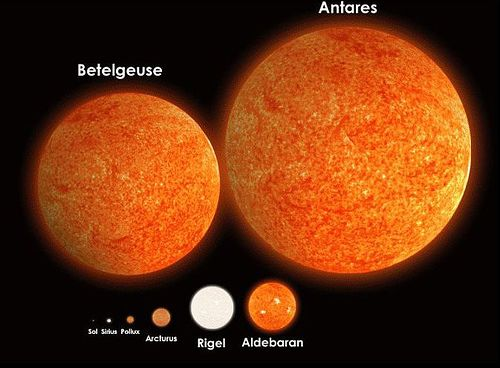
Antares è una stella supergigante fredda: rientra nella classe M di Harvard.

Le stelle di classe M, di colore rosso sfumato verso l'arancione, arancione o giallo fino ad un giallo più chiaro, sono di gran lunga le più comuni: tre quarti delle stelle di sequenza principale appartiene a questa classe. Sono caratterizzate da temperature superficiali di 2300-3900 K e, se di sequenza principale, hanno masse comprese fra 0,08 e 0,45 M☉. I loro spettri sono caratterizzati dall'assenza delle linee dell'idrogeno e dalla debolezza o assenza di linee appartenenti a metalli ionizzati. Sono invece presenti le linee di metalli neutri e di molecole. Le linee dell'ossido di titanio (TiO) sono particolarmente marcate nelle stelle di questo tipo e raggiungono il loro massimo intorno alla classe M5. L'ossido di vanadio (VO) diventa invece presente nelle ultime sottoclassi.
Sebbene la grande maggioranza delle stelle di tipo M sia di sequenza principale, appartengono a questa classe anche la maggior parte delle stelle giganti e alcune supergiganti come Antares e Betelgeuse. Sono inoltre di classe M le nane brune più calde, quelle che si pongono sopra la classe L: esse solitamente occupano le classi M6,5 – M9,5.
Esempi: VY Canis Majoris (ipergigante). Betelgeuse, Antares (supergiganti). Ras Algethi, Scheat (giganti). Proxima Centauri, Stella di Barnard, Gliese 581 (nane). LEHPM 2-59, SSSPM J1930-4311 (subnane). APMPM J0559-2903 (subnana estrema). Teide 1 (nana bruna).

## Ulteriori classi spettrali
In seguito alla scoperta di nuovi tipi di stelle sono state aggiunte nuove classi spettrali non previste dalla classificazione originaria.

### Stelle blu e calde a emissione
Gli spettri di alcune caldissime stelle blu esibiscono marcate linee di emissione del carbonio, dell'azoto e, a volte, dell'ossigeno. Queste stelle sono state raccolte in nuove classi apposite.

#### Classe W: stelle di Wolf-Rayet

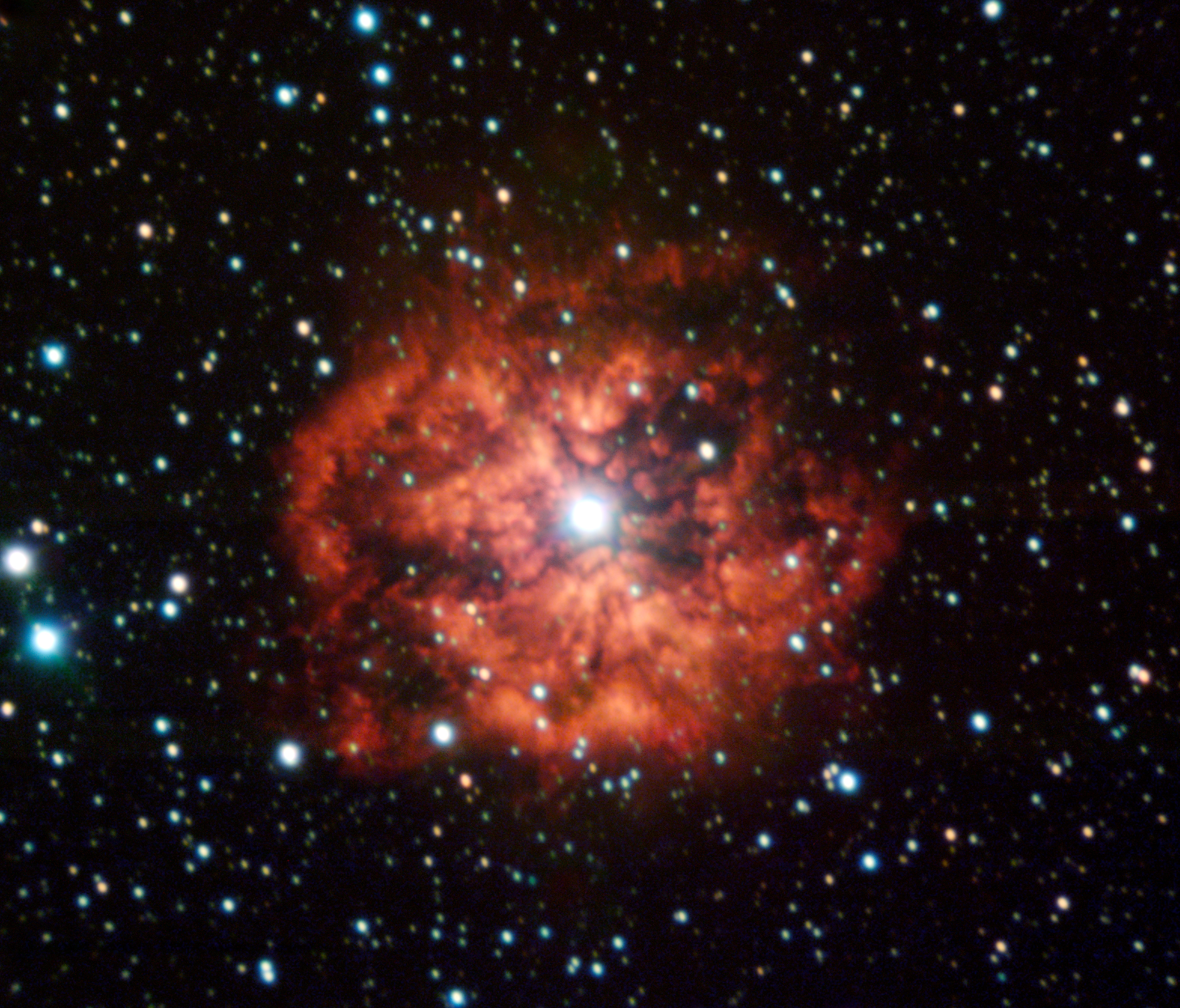
Immagine del telescopio spaziale Hubble di una stella di Wolf-Rayet, WR 124.

La classe W o WR comprende le stelle di Wolf-Rayet, che presentano atmosfere ricche di elio anziché, come è usuale, di idrogeno. Si ritiene che le stelle di tipo W rappresentino uno stadio molto avanzato dell'evoluzione delle stelle massicce, in cui i forti venti stellari hanno causato una perdita di massa tale da consumare gli strati superficiali della stella, composti da idrogeno, e abbiano scoperto il guscio interno, composto da elio. Le temperature superficiali di queste stelle sono di conseguenza molto alte (fino a 85000 K), perfino superiori a quelle delle stelle di classe O.
La classe W si divide nelle sottoclassi WN e WC, a seconda che le linee dominanti siano quelle dell'azoto (simbolo N) o del carbonio (simbolo C). Probabilmente i due sottotipi corrispondono a due stadi dell'evoluzione di questo tipo di stelle in quanto il processo di espulsione della massa interessa dapprima la regione della stella, ricca in azoto, in cui abbondano gli elementi prodotti tramite la fusione dell'idrogeno nel ciclo CNO, quindi gli strati, ricchi in carbonio, in cui l'elio viene fuso tramite il processo tre alfa. La classe WN viene a sua volta suddivisa nelle sottoclassi WNE e WNL: la prima raccoglie le stelle più calde, la seconda quelle meno calde (E abbrevia "early" e L "late"). Un'analoga distinzione viene fatta a proposito della classe WC, che viene distinta nelle classi WCE e WCL. Infine è stata aggiunta la classe WCO per raccogliere alcune stelle WC straordinariamente calde (150000 K) che presentano nei loro spettri le linee dell'O V-VI (ossigeno ionizzato quattro o cinque volte).
Le sottoclassi della classe W sono le seguenti:
WN
WNE (da WN2 a WN5 con alcune WN6)
WNL (da WN7 a WN9 con alcune WN6)
ulteriori sottoclassi della WN (WN10 e WN11) sono state introdotte per raccogliere le stelle di classe Ofpe/WN9.
WN/C (classe intermedia fra le WR ricche di azoto e quelle ricche di carbonio)
WC
WCE (da WC4 a WC6)
WCL (da WC7 a WC9)
WO (da WO1 a WO4)
Esempi: γ² Velorum, WR 104, Stella Pistola, WR 142 (quest'ultima appartenente alla classe WO2).

#### Classi OC, ON, BC, BN
Alcune stelle manifestano caratteristiche intermedie fra quelle delle normali classi Harvard O e B e quelle delle Wolf-Rayet. Esse sono state raccolte nelle classi OC, ON, BC e BN (C è simbolo del carbonio, N quello dell'azoto, mentre O e B denotano le corrispondenti classi stellari). Non sembra esserci dunque una reale soluzione di continuità fra le Wolf-Rayet e le normali stelle più calde.
Esempi: HD 152249 (OC), HD 105056 (ON), HD 2905 (BC), HD 163181 (BN)

#### Stelle "barra"
Le stelle barra sono stelle con spettri di classe O, ma con sequenze simili a quelle della classe WN. Il nome barra deriva dal fatto che vengono designate con la sigla Of/WNL. Esiste anche un gruppo secondario con questo tipo di spettro, ma che ha temperature superficiali minori, designato con Ofpe/WN9. Questo tipo di stelle è stato osservato nella Grande Nube di Magellano.

#### Stelle O magnetiche
Si tratta di stelle di tipo O con forti campi magnetici. La loro sigla è Of?p.

#### La classe OB
Nelle liste di spettri può occorrere la dicitura "spettro OB". Tale dicitura non indica propriamente una classe spettrale, ma significa: "lo spettro di questa stella è sconosciuto, ma essa appartiene a un'associazione OB, per cui probabilmente appartiene alla classe O, oppure a quella B o forse a una delle sottoclassi più calde della classe A".

### Nane brune e stelle rosse fredde
Le classi L e T sono state introdotte per classificare gli oggetti meno caldi, con temperature superficiali inferiori alle stelle di classe M. Queste nuove classi includono sia stelle particolarmente fredde sia nane brune; si tratta di oggetti poco luminosi nello spettro visibile. La classe Y è stata riservata per gli oggetti ancora meno caldi di quelli di classe T: a causa della loro bassissima luminosità sono molto difficili da osservare.

#### Classe L

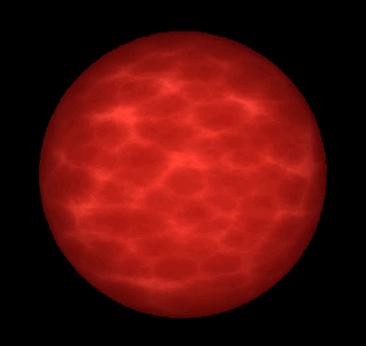
Immagine artistica di un oggetto di classe L

La classe L è stata chiamata così perché la lettera L è alfabeticamente la più vicina alla M tra le lettere non utilizzate nella classificazione, e gli oggetti di classe L sono meno caldi di quelli di classe M. L non sta però per "litio" in quanto molti degli oggetti di classe L non esibiscono le righe di questo elemento nei loro spettri. Hanno temperature superficiali comprese fra 1200 e 2000 K, si presentano di colore rosso chiaro fino ad un rosso intenso ed emettono la maggior parte della loro radiazione nell'infrarosso. Nei loro spettri sono dominanti le molecole e i metalli neutri, in particolare gli idruri (FeH, CrH, MgH, CaH) e i metalli alcalini (Na I, K I, Cs I, Rb I). Non sono invece presenti l'ossido di titanio (TiO) e l'ossido di vanadio (VO), che invece caratterizzano gli spettri delle stelle di tipo M meno calde.
Gli oggetti di tipo L sono o stelle che, pur avendo una piccola massa, sono sufficientemente massicce per fondere l'idrogeno nei loro nuclei, oppure nane brune, ossia un tipo particolare di oggetto celeste, che possiede una massa più grande di quella di un pianeta, ma minore di 0,08 M☉, che è considerata la massa minima perché abbiano luogo le reazioni di fusione nucleare proprie delle stelle. L'energia che le nane brune irradiano è dovuta, secondo il meccanismo di Kelvin-Helmholtz, alla loro lenta contrazione.
Non è escluso che anche un piccolo numero di stelle di grande massa possa essere di classe L, ma la formazione di tali stelle non avviene secondo i normali meccanismi di formazione stellare, ma tramite meccanismi esotici, come la fusione di due supergiganti. Un esempio è forse V838 Monocerotis.
Esempi: VW Hydri, la binaria 2MASSW J0746425+2000321, la cui componente A è una piccola stella di classe L e la componente B una nana bruna di classe L, LSR 1610-0040 (subnana).

#### Classe T

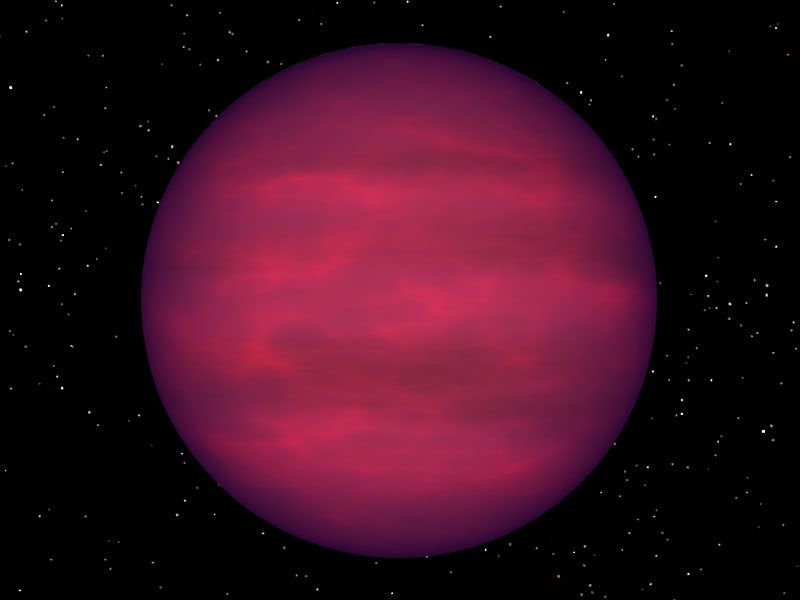
Immagine artistica di una nana di classe T

La classe T raccoglie le nane brune con temperature superficiali comprese fra 700 e 1300 K. Esse sono di colore rosso intenso fino ad un rosso scuro, quasi cupo, ed emettono gran parte della loro radiazione nell'infrarosso. Il loro spettro è dominato dalle linee del metano.
Gli oggetti di classe L e T dovrebbero, secondo le ipotesi attuali, essere i più comuni e numerosi dell'universo. Il fatto che ne siano conosciuti così pochi dipenderebbe esclusivamente dal fatto che, data la loro bassissima luminosità, essi sono molto difficili da osservare.
Esempi: SIMP 0136 (la nana di classe T più luminosa scoperta nell'emisfero boreale), ε Indi Ba e Bb

#### Classe Y

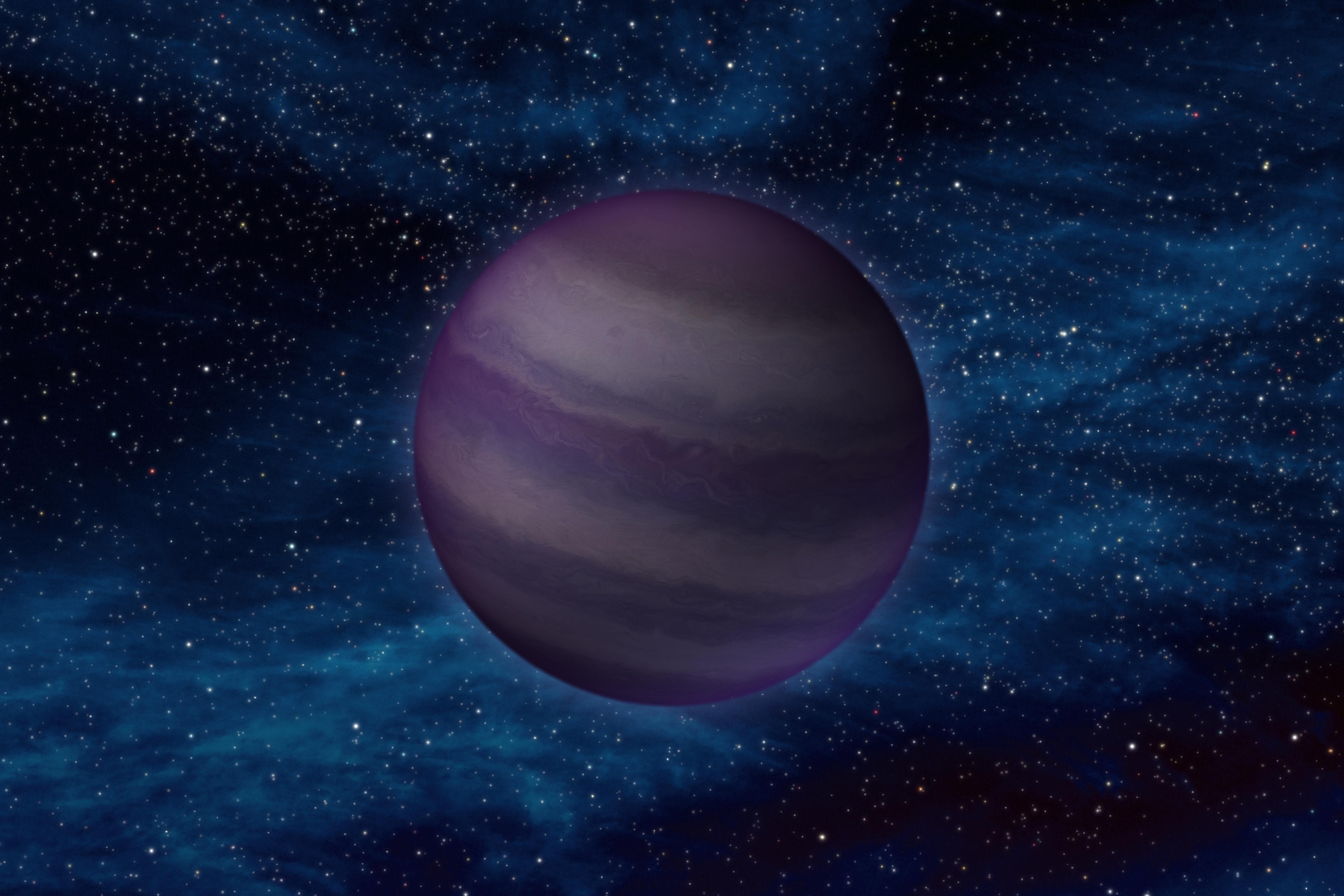
Immagine artistica di una nana di classe Y

La classe spettrale Y è una ipotetica classe spettrale introdotta per raccogliere le nane brune e le sub-nane brune con temperature superficiali inferiori a quelle di classe T (< 600 K) e aventi spettri differenti da quelli degli altri oggetti sub-stellari. Sebbene siano state avanzate teorie volte a modellare questi oggetti, c'è ancora incertezza riguardo alle loro caratteristiche spettrali. Sulla base delle specificità dei possibili prototipi di tale classe finora scoperti, che presentano linee di assorbimento intorno ai 1,55 µm, si è ipotizzato che essi siano caratterizzati dalle righe dell'ammoniaca e che questa sarebbe la proprietà che li distingue dagli oggetti di tipo T. Tuttavia, è difficile distinguere tali righe dalle linee dell'assorbimento dell'acqua e del metano e quindi è stato obiettato che l'introduzione di tale classe è prematura.
Le nane brune di classe T meno calde hanno temperature comprese fra 500 e 600 K e sono state assegnate alla classe T9. Tuttavia sono stati individuati oggetti con temperature superficiali ancora più basse. I più freddi sono CFBDSIR 1458+10, che ha una temperatura di 370 ± 40 K e WISE 1828+2650, che ha una temperatura di 300 K, cioè circa 25 °C. Questi due oggetti, assieme a pochi altri, individuati dal Wide-field Infrared Survey Explorer entro il raggio di 40 anni luce dalla Terra, sono stati proposti come prototipi della classe Y.

### Stelle giganti al carbonio
Le stelle al carbonio sono di solito stelle giganti molto evolute: i loro spettri indicano la presenza del carbonio, prodotto del processo tre alfa di fusione dell'elio. Possono essere presenti anche elementi pesanti, risultato di altri processi di nucleosintesi stellare, come il processo S. La crescente presenza del carbonio e degli elementi pesanti rende lo spettro di queste stelle sempre più differente rispetto a quello delle altre stelle di classe G, K e M. In rari casi una stella al carbonio possiede questo elemento nella propria atmosfera non perché lo produce, ma perché lo riceve da una sua compagna, di solito una nana bianca, che ne contamina l'atmosfera.

#### Classe C
Originariamente classificate come R e N, le stelle al carbonio sono stelle giganti vicine alla fine della loro esistenza che presentano un eccesso di carbonio nelle loro atmosfere. Le vecchie classi R e N corrono parallele alle normali stelle da metà della classe G alla fine della classe M. Recentemente sono state rimappate in un'unica classe C, nella quale la vecchia classe R occupa le classi C0-C5, e la vecchia classe N occupa le classi C6-C9. Esiste anche una sottoclasse di stelle al carbonio, denominata J, caratterizzate dalla presenza di 13C, oltre che da 12C.
- C: stelle al carbonio. Esempio: R CMi
  - C-R: originariamente una classe a sé, affine alle ultime sottoclassi della classe G e alle prime della classe K. Esempio: S Camelopardalis
  - C-N: originariamente una classe a sé, affine alle ultime sottoclassi della classe K e a quelle della classe M. Esempio: R Leporis
  - C-J: un sottotipo di stelle di classe C avente un alto contenuto di 13C. Esempio: Y Canum Venaticorum
  - C-H: questa sottoclasse raccoglie le stelle C-R di II popolazione. Esempi: V Ari, TT CVn[52]
  - C-Hd: stelle al carbonio povere di idrogeno, con bande del carbonio diatomico (C2). Esempio: HD 137613

#### Classe S
Le stelle di classe S sono stelle giganti affini alle normali giganti di classe K5-M, che si differenziano da esse per la presenza, oltre che delle linee dell'ossido di titanio (TiO) comuni anche alle giganti rosse, anche delle righe dell'ossido di zirconio (ZrO2). La lettera S deriva dal fatto che nell'atmosfera stellare risultano rintracciabili gli elementi prodotti tramite il processo-S: oltre allo zirconio, l'ittrio e il tecnezio; sono presenti, seppure più raramente, anche tracce di cianogeno e litio. Le abbondanze di carbonio e ossigeno sono invece simili a quelle delle normali giganti. Questi due elementi si presentano combinati sotto forma di monossido di carbonio (CO). Nelle normali stelle i processi di ossidazione del carbonio non consumano tutto l'ossigeno che rimane libero di legarsi con il titanio in modo da formare l'ossido di titanio; nelle stelle al carbonio è invece il carbonio a non consumarsi completamente e a formare il carbonio diatomico (C2); nelle stelle di tipo S, infine, solo scarse quantità di carbonio e ossigeno non si consumano nel processo di ossidazione. Ciò indica la presenza di sempre maggiori quantità di carbonio nel passaggio dalle normali stelle giganti a quelle di tipo S e da queste a quelle di tipo C. Di conseguenza le stelle di tipo S possono venire considerate come uno stadio intermedio fra le normali stelle giganti e le stelle al carbonio.
Esempi: S Ursae Majoris, BD Camelopardalis

#### Classi MS e SC
Le stelle di classe MS possiedono caratteristiche intermedie fra quelle di classe M e quelle di classe S. Allo stesso modo le stelle di classe SC possiedono caratteristiche intermedie fra le stelle di classe S e quelle di classe C-N. Pertanto la sequenza M → MS → S → SC → C-N rappresenta il tracciato evolutivo all'interno del ramo asintotico delle giganti: a mano a mano che la stella fonde l'elio in carbonio, l'abbondanza di quest'ultimo aumenta nell'atmosfera stellare.
Esempi: R Serpentis (MS), ST Monocerotis (MS), CY Cygni (SC), BH Crucis (SC)

### Classificazione delle nane bianche

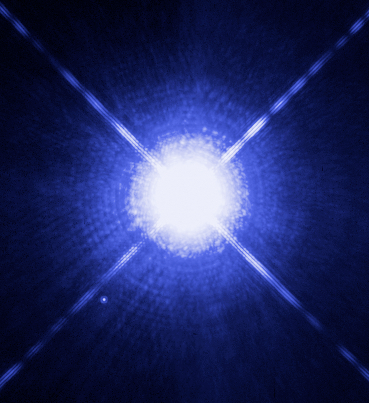
Sirio A e Sirio B (una nana bianca di tipo DA2) risolte dall'Hubble Space Telescope.

Le nane bianche rappresentano l'ultima fase dell'evoluzione delle stelle di massa piccola e media. Queste, negli ultimi stadi della loro fase di giganti, diventano fortemente instabili e ciò le porta ad espellere i propri strati più esterni, mentre i nuclei inerti vanno a costituire le nane bianche. Non essendo più soggette alla fusione nucleare, esse non possiedono una fonte di energia autonoma che possa contrastare il collasso gravitazionale cui sono naturalmente sottoposte; l'unica forza che vi si oppone è la pressione degli elettroni degeneri. Inoltre esse vanno incontro a un progressivo, anche se molto lento, raffreddamento.

#### Classe D
Nella moderna classificazione stellare le nane bianche sono raccolte nella classe D (abbreviazione di degenere), che è suddivisa nelle sottoclassi DA, DB, DC, DO, DQ, DX e DZ, secondo la composizione chimica delle loro atmosfere. Il significato delle lettere è il seguente:
- DA: atmosfera ricca di idrogeno, come indicato dalle righe della serie di Balmer.
- DB: atmosfera ricca di elio, come indicato dalle linee dell'He I (elio neutro).
- DO: atmosfera ricca di elio, come indicato dalle linee dell'He II (elio ionizzato una volta).
- DQ: atmosfera ricca di carbonio, come indicato dalle linee del carbonio atomico e molecolare.
- DZ: atmosfera ricca di metalli (raccoglie le ormai obsolete classi DG, DK e DM).
- DC: nessuna linea spettrale che permetta di assegnare la nana bianca a una delle precedenti categorie.
- DX: le linee spettrali non sono sufficientemente chiare per classificare la stella.

La classe stellare è seguita da un numero che indica la temperatura superficiale. Questo numero è l'arrotondamento di 50 400/Teff, ove Teff è la temperatura superficiale misurata in Kelvin. Inizialmente il numero veniva arrotondato alle cifre da 1 a 9, ma più recentemente sono stati introdotti anche valori frazionari e numeri minori di 1 e maggiori di 9.
La lettera D può essere seguita da due o più delle lettere elencate sopra, se la stella manifesta le caratteristiche spettrali di più di una sottoclasse:
- DAB: atmosfera ricca di idrogeno e di elio neutro.
- DAO: atmosfera ricca di idrogeno e di elio ionizzato.
- DAZ: atmosfera ricca di idrogeno e di metalli.
- DBZ: atmosfera ricca di elio neutro e di metalli.

Infine, la lettera V è utilizzata per indicare una nana bianca variabile:
- DAV  o  stella ZZ Ceti: nane bianche pulsanti ricche di idrogeno[60].
- DBV o stella V777 Her: nane bianche pulsanti ricche di elio[61].
- stelle GW Vir, talvolta suddivise in stelle DOV e PNNV: stelle nella fase di transizione fra lo stadio di gigante e lo stadio di nana bianca, molto calde e ricche di elio[62][63][64].

Esempi: Sirio B (DA2), Procione B (DA4), Gliese 35 (DZ7).

### Tipi spettrali non stellari: Classi P e Q
Le classi P e Q sono usate occasionalmente per classificare alcuni oggetti non stellari. Gli oggetti di tipo P sono nebulose planetarie, quelli di tipo Q sono novae.

## Peculiarità spettrali
Per indicare alcune peculiarità dello spettro stellare, può venire aggiunta ulteriore nomenclatura nella forma di lettere minuscole.
| Codice | Peculiarità spettrale                                                                  |
| ------ | -------------------------------------------------------------------------------------- |
| :      | Classe spettrale incerta e/o mista                                                     |
| ...    | Esistono peculiarità spettrali non riportate                                           |
| !      | Peculiarità speciali                                                                   |
| comp   | Spettro composito                                                                      |
| e      | Linee di emissione presenti                                                            |
| [e]    | Linee di emissioni "proibite" presenti                                                 |
| er     | Il centro delle linee di emissione è più debole dei margini                            |
| ep     | Linee di emissione peculiari                                                           |
| eq     | Linee di emissione con profilo P Cygni                                                 |
| ev     | Linee di emissione che esibiscono variabilità                                          |
| f      | Linee di emissione N III e He II                                                       |
| f*     | La linea N IV λ4058Å è più forte di quelle N III λ4634Å, λ4640Å, λ4642Å                |
| f+     | Sono presenti le linee di emissione Si IV λ4089Å, λ4116Å oltre a quelle N III          |
| (f)    | Sono presenti le linee di emissione N III, assenti o deboli le linee He II             |
| ((f))  | Sono presenti forti linee He II e deboli linee N III                                   |
| h      | Stella di Wolf-Rayet con linee di emissione dell'idrogeno                              |
| ha     | Stella di Wolf-Rayet con linee di emissione e di assorbimento dell'idrogeno            |
| He wk  | Linee dell'elio deboli                                                                 |
| k      | Spettro con linee di assorbimento dovute al mezzo interstellare                        |
| m      | Forti linee dei metalli                                                                |
| n      | Linee di assorbimento allargate dovute alla rotazione della stella                     |
| nn     | Linee molto allargate per l'alta velocità di rotazione della stella                    |
| neb    | Lo spettro della stella si sovrappone con quello di una nebulosa                       |
| p      | Stella peculiare.                                                                      |
| pq     | Spettro peculiare, simile a quello delle novae                                         |
| q      | Linee spostate verso il rosso e il blu                                                 |
| s      | Linee di assorbimento assottigliate                                                    |
| ss     | Linee di assorbimento molto assottigliate                                              |
| sh     | Linee molto ampliate, come nelle variabili γ Cassiopeiae                               |
| v      | (o anche "var") Stella variabile                                                       |
| w      | (o anche "wl" e "wk") Linee deboli                                                     |
| d Del  | Gigante di tipo A o F con deboli linee H e K del calcio, come nel prototipo δ Delphini |
| d Sct  | Stella di tipo A o F con spettro simile alla variabile a corto periodo δ Scuti         |
| Codice | Se nello spettro si evidenzia un'abbondanza anomala di metalli                         |
| Ba     | Linee del bario molto forti                                                            |
| Ca     | Linee del calcio molto forti                                                           |
| Cr     | Linee del cromo molto forti                                                            |
| Eu     | Linee dell'europio molto forti                                                         |
| He     | Linee dell'elio molto forti                                                            |
| Hg     | Linee del mercurio molto forti                                                         |
| Mn     | Linee del manganese molto forti                                                        |
| Si     | Linee del silicio molto forti                                                          |
| Sr     | Linee dello stronzio molto forti                                                       |
| Tc     | Linee dello tecnezio molto forti                                                       |
| Codice | Peculiarità spettrali delle nane bianche                                               |
| :      | Classificazione incerta                                                                |
| P      | Nane bianche magnetiche con polarizzazione individuabile                               |
| E      | Linee di emissione presenti                                                            |
| H      | Nana bianca magnetica senza polarizzazione individuabile                               |
| V      | Variabile                                                                              |
| PEC    | Peculiarità spettrali                                                                  |

Per esempio, Alioth ha classe spettrale A0pCr: ciò indica che essa ha classe spettrale A0 con linee molto forti del cromo.

## Classificazione fotometrica
Le stelle possono essere classificare mediante un qualunque sistema fotometrico. Per esempio, è possibile dedurre la classe spettrale e la classe di luminosità di una stella sulla base degli indici di colore U−B and B−V del sistema UBV. Tuttavia tale procedura non è del tutto precisa perché molti fattori possono influenzare gli indici di colore: arrossamento interstellare, variazioni di colore dovute alla metallicità, mescolamento della luce di stelle che formano sistemi doppi o multipli.
La classificazione fotometrica può essere resa più precisa usando filtri più numerosi e a banda più stretta. Ciononostante la classificazione mediante le linee spettrali sarà sempre più precisa di quella fotometrica. Quest'ultima tuttavia può essere usata quando non c'è tempo sufficiente per ottenere spettri accurati in presenza di un alto rapporto segnale/rumore.